# Campionato nordamericano femminile under 20 di pallavolo 2016
Il campionato nordamericano femminile under 20 di pallavolo 2016 si è svolto dal 26 al 31 luglio 2016 a Fort Lauderdale, negli Stati Uniti d'America: al torneo hanno partecipato otto squadre nazionali nordamericane Under-20 e la vittoria finale è andata per la seconda volta alla Rep. Dominicana.

## Impianti
|                                                                                         |  |  |
|                                                                                         |  |  |
| Don Taft University Center Città: Fort Lauderdale Capienza: 4 500 Anno d'apertura: 2006 |  |  |

## Regolamento

### Formula
Le squadre hanno disputato una prima fase a gironi con formula del girone all'italiana; al termine della prima fase:
- Le prime tre classificate di ogni girone hanno acceduto alla fase finale per il primo posto, strutturata in quarti di finale, a cui hanno partecipato solo le seconde e le terze classificate, semifinali, finale per il terzo posto e finale.
- L'ultima classificata di ogni girone e le due eliminate ai quarti di finale della fase finale per il primo posto hanno acceduto alla fase finale per il quinto posto, strutturata in semifinali, finale per il settimo posto e finale per il quinto posto.

### Criteri di classifica
Se il risultato finale è stato di 3-0 sono stati assegnati 5 punti alla squadra vincente e 0 a quella sconfitta, se il risultato finale è stato di 3-1 sono stati assegnati 4 punti alla squadra vincente e 1 a quella sconfitta, se il risultato finale è stato di 3-2 sono stati assegnati 3 punti alla squadra vincente e 2 a quella sconfitta.
L'ordine del posizionamento in classifica è stato definito in base a:
- Numero di partite vinte;
- Punti;
- Ratio dei set vinti/persi;
- Ratio dei punti realizzati/subiti;
- Risultati degli scontri diretti.

## Squadre partecipanti
| Squadra         | Qualificazione      | Ultima partecipazione |
| --------------- | ------------------- | --------------------- |
| Cuba            | -                   | Guatemala 2014        |
| Costa Rica      | -                   | Guatemala 2014        |
| Haiti           | -                   | ?                     |
| Messico         | -                   | Guatemala 2014        |
| Porto Rico      | -                   | Guatemala 2014        |
| Rep. Dominicana | -                   | Guatemala 2014        |
| Saint-Martin    | -                   | ?                     |
| Stati Uniti     | Paese organizzatore | Guatemala 2014        |

## Torneo

### Fase a gironi
| Girone A        | Girone B     |
| --------------- | ------------ |
| Cuba            | Messico      |
| Costa Rica      | Porto Rico   |
| Haiti           | Stati Uniti  |
| Rep. Dominicana | Saint-Martin |

#### Girone A

##### Risultati
| 26 luglio 2016 Don Taft University Center, Fort Lauderdale Durata: 0h:56 - Spettatori: 100 | Cuba            | 3 - 0 | Haiti           | 25-8, 25-9, 25-14   |
| 26 luglio 2016 Don Taft University Center, Fort Lauderdale Durata: 0h:53 - Spettatori: 250 | Rep. Dominicana | 3 - 0 | Costa Rica      | 25-7, 25-6, 25-3    |
| 27 luglio 2016 Don Taft University Center, Fort Lauderdale Durata: 0h:58 - Spettatori: 250 | Haiti           | 0 - 3 | Rep. Dominicana | 15-25, 6-25, 10-25  |
| 27 luglio 2016 Don Taft University Center, Fort Lauderdale Durata: 0h:55 - Spettatori: 170 | Costa Rica      | 0 - 3 | Cuba            | 9-25, 9-25, 10-25   |
| 28 luglio 2016 Don Taft University Center, Fort Lauderdale Durata: 1h:16 - Spettatori: 150 | Haiti           | 0 - 3 | Costa Rica      | 23-25, 23-25, 17-25 |
| 28 luglio 2016 Don Taft University Center, Fort Lauderdale Durata: 1h:14 - Spettatori: 150 | Cuba            | 0 - 3 | Rep. Dominicana | 21-25, 18-25, 24-26 |

##### Classifica
| Pos | Squadra         | Pt | G | V | P | SV | SP | Ratio | PF  | PS  | Ratio |
| --- | --------------- | -- | - | - | - | -- | -- | ----- | --- | --- | ----- |
| 1   | Rep. Dominicana | 15 | 3 | 3 | 0 | 9  | 0  | MAX   | 226 | 110 | 2,055 |
| 2   | Cuba            | 10 | 3 | 2 | 1 | 6  | 3  | 2,000 | 213 | 135 | 1,578 |
| 3   | Costa Rica      | 5  | 3 | 1 | 2 | 3  | 6  | 0,500 | 119 | 213 | 0,559 |
| 4   | Haiti           | 0  | 3 | 0 | 3 | 0  | 9  | 0,000 | 125 | 225 | 0,556 |

#### Girone B

##### Risultati
| 26 luglio 2016 Don Taft University Center, Fort Lauderdale Durata: 2h:06 - Spettatori: 225 | Messico      | 2 - 3 | Porto Rico   | 23-25, 25-23, 20-25, 25-19, 7-15 |
| 26 luglio 2016 Don Taft University Center, Fort Lauderdale Durata: 0h:43 - Spettatori: 300 | Stati Uniti  | 3 - 0 | Saint-Martin | 25-2, 25-4, 25-5                 |
| 27 luglio 2016 Don Taft University Center, Fort Lauderdale Durata: 0h:46 - Spettatori: 200 | Saint-Martin | 0 - 3 | Messico      | 7-25, 3-25, 8-25                 |
| 27 luglio 2016 Don Taft University Center, Fort Lauderdale Durata: 1h:41 - Spettatori: 300 | Stati Uniti  | 3 - 1 | Porto Rico   | 25-15, 23-25, 25-15, 25-20       |
| 28 luglio 2016 Don Taft University Center, Fort Lauderdale Durata: 0h:57 - Spettatori: 200 | Porto Rico   | 3 - 0 | Saint-Martin | 25-5, 25-4, 25-7                 |
| 28 luglio 2016 Don Taft University Center, Fort Lauderdale Durata: 1h:12 - Spettatori: 450 | Stati Uniti  | 3 - 0 | Messico      | 33-31, 25-12, 25-5               |

##### Classifica
| Pos | Squadra      | Pt | G | V | P | SV | SP | Ratio | PF  | PS  | Ratio |
| --- | ------------ | -- | - | - | - | -- | -- | ----- | --- | --- | ----- |
| 1   | Stati Uniti  | 14 | 3 | 3 | 0 | 9  | 1  | 9,000 | 256 | 134 | 1,910 |
| 2   | Porto Rico   | 9  | 3 | 2 | 1 | 7  | 5  | 1,400 | 257 | 214 | 1,201 |
| 3   | Messico      | 7  | 3 | 1 | 2 | 5  | 6  | 0,833 | 223 | 208 | 1,072 |
| 4   | Saint-Martin | 0  | 3 | 0 | 3 | 0  | 9  | 0,000 | 45  | 225 | 0,200 |

### Fase finale

#### Finale 1º e 3º posto
|  | Quarti di finale | Quarti di finale | Quarti di finale |  |  | Semifinali | Semifinali      | Semifinali |  |  | Finale          | Finale          | Finale          |
|  |                  |                  |                  |  |  |            |                 |            |  |  |                 |                 |                 |
|  |                  |                  |                  |  |  | 1A         | Rep. Dominicana | 3          |  |  |                 |                 |                 |
|  | 2B               | Porto Rico       | 3                |  |  | 2B         | Porto Rico      | 0          |  |  |                 |                 |                 |
|  | 3A               | Costa Rica       | 0                |  |  |            |                 |            |  |  | 1A              | Rep. Dominicana | 3               |
|  |                  |                  |                  |  |  |            |                 |            |  |  | 1B              | Stati Uniti     | 1               |
|  |                  |                  |                  |  |  | 1B         | Stati Uniti     | 3          |  |  |                 |                 |                 |
|  | 2A               | Cuba             | 3                |  |  | 2A         | Cuba            | 0          |  |  | Finale 3° posto | Finale 3° posto | Finale 3° posto |
|  | 3B               | Messico          | 0                |  |  |            |                 |            |  |  | B2              | Porto Rico      | 1               |
|  |                  |                  |                  |  |  |            |                 |            |  |  | A2              | Cuba            | 3               |

#### Quarti di finale
| 29 luglio 2016 Don Taft University Center, Fort Lauderdale Durata: 1h:09 - Spettatori: 150 | Cuba       | 3 - 0 | Messico    | 25-21, 25-19, 25-20 |
| 29 luglio 2016 Don Taft University Center, Fort Lauderdale Durata: 1h:04 - Spettatori: 200 | Porto Rico | 3 - 0 | Costa Rica | 25-18, 25-15, 25-10 |

#### Semifinali
| 30 luglio 2016 Don Taft University Center, Fort Lauderdale Durata: 1h:16 - Spettatori: 200 | Rep. Dominicana | 3 - 0 | Porto Rico | 25-17, 25-19, 25-19 |
| 30 luglio 2016 Don Taft University Center, Fort Lauderdale Durata: 1h:03 - Spettatori: 300 | Stati Uniti     | 3 - 0 | Cuba       | 25-13, 25-14, 25-22 |

#### Finale 3º posto
| 31 luglio 2016 Don Taft University Center, Fort Lauderdale Durata: 1h:38 - Spettatori: ? | Porto Rico | 1 - 3 | Cuba | 25-18, 20-25, 20-25, 16-25 |

#### Finale
| 31 luglio 2016 Don Taft University Center, Fort Lauderdale Durata: 1h:37 - Spettatori: 625 | Rep. Dominicana | 3 - 1 | Stati Uniti | 25-22, 25-14, 23-25, 25-17 |

#### Finale 5º e 7º posto
|  | Semifinali   | Semifinali   | Semifinali |            |         | Finale 5º/6º posto | Finale 5º/6º posto | Finale 5º/6º posto |  |
|  |              |              |            |            |         |                    |                    |                    |  |
|  | Haiti        | Haiti        | 0          |            |         |                    |                    |                    |  |
|  | Haiti        | Haiti        | 0          |            |         |                    |                    |                    |  |
|  | Messico      | Messico      | 3          |            |         |                    |                    |                    |  |
|  | Messico      | Messico      | 3          |            | Messico | Messico            | 3                  |                    |  |
|  |              |              |            |            | Messico | Messico            | 3                  |                    |  |
|  |              |              | Costa Rica | Costa Rica | 0       |                    |                    |                    |  |
|  | Saint-Martin | Saint-Martin | Costa Rica | Costa Rica | 0       | 0                  |                    |                    |  |
|  | Saint-Martin | Saint-Martin |            |            |         | 0                  |                    |                    |  |
|  | Costa Rica   | Costa Rica   | 3          |            |         | Finale 7º/8º posto | Finale 7º/8º posto | Finale 7º/8º posto |  |
|  | Costa Rica   | Costa Rica   | 3          |            |         |                    |                    |                    |  |
|  |              |              |            |            |         |                    |                    |                    |  |
|  |              |              |            |            |         | Haiti              | Haiti              | 3                  |  |
|  |              |              |            |            |         | Haiti              | Haiti              | 3                  |  |
|  |              |              |            |            |         | Saint-Martin       | Saint-Martin       | 0                  |  |

##### Semifinali
| 30 luglio 2016 Don Taft University Center, Fort Lauderdale Durata: 1h:06 - Spettatori: 200 | Haiti        | 0 - 3 | Messico    | 11-25, 14-25, 17-25 |
| 30 luglio 2016 Don Taft University Center, Fort Lauderdale Durata: 0h:53 - Spettatori: 200 | Saint-Martin | 0 - 3 | Costa Rica | 5-25, 14-25, 8-25   |

##### Finale 7º posto
| 31 luglio 2016 Don Taft University Center, Fort Lauderdale Durata: 1h:04 - Spettatori: 100 | Haiti | 3 - 0 | Saint-Martin | 25-15, 25-17, 25-11 |

##### Finale 5º posto
| 31 luglio 2016 Don Taft University Center, Fort Lauderdale Durata: 1h:01 - Spettatori: 200 | Messico | 3 - 0 | Costa Rica | 25-20, 25-14, 25-13 |

## Classifica finale
| Pos     | Squadra         | Rosa |
| ------- | --------------- | --- |
| Oro     | Rep. Dominicana | Formazione: 1 Hernández, 2 Guillén, 4 Peralta, 6 Jorge, 7 Reyes, 8 Martínez, 9 de la Rosa, 12 González, 13 Matos, 14 Pérez, 15 Navarro, 19 Rosario, CT: Pacheco |
| Argento | Stati Uniti     | Formazione: 1 Butler, 2 Cox, 3 Hammons, 5 Hall, 6 Harward, 7 Hilley, 8 Knuth, 9 Lilley, 10 May, 12 Sanders, 13 Samedy, 20 Sun, CT: Corbelli                     |
| Bronzo  | Cuba            | Formazione: 1 Palma, 2 Vicet, 5 Suárez, 6 Tamayo, 7 Aguero, 8 Pérez, 11 Moreno, 12 Cesé, 13 Herrera, 15 Massip, 17 Casanova, CT: Robinson                       |
| 4       | Porto Rico      | Template:Porto Rico femminile under 20 pallavolo nordamericano 2016                                                                                             |
| 5       | Messico         | Template:Messico femminile under 20 pallavolo nordamericano 2016                                                                                                |
| 6       | Costa Rica      | Template:Costa Rica femminile under 20 pallavolo nordamericano 2016                                                                                             |
| 7       | Haiti           | Template:Haiti femminile under 20 pallavolo nordamericano 2016                                                                                                  |
| 8       | Saint-Martin    | Template:Saint-Martin femminile under 20 pallavolo nordamericano 2016                                                                                           |

|  | Qualificate al campionato mondiale 2017 |

## Premi individuali
| Premio                 | Nome                  | Squadra         |
| ---------------------- | --------------------- | --------------- |
| MVP                    | Natalia Martínez      | Rep. Dominicana |
| Miglior realizzatrice  | Dariana Hollingsworth | Porto Rico      |
| Miglior servizio       | Massiel Matos         | Rep. Dominicana |
| Miglior difesa         | Jeshimarie Suarez     | Porto Rico      |
| Miglior ricevitrice    | Diaris Pérez          | Cuba            |
| Miglior palleggiatrice | Andrea Fuentes        | Porto Rico      |
| Miglior opposto        | Massiel Matos         | Rep. Dominicana |
| Miglior schiacciatrice | Alexis Sun            | Stati Uniti     |
| Miglior schiacciatrice | Diaris Pérez          | Cuba            |
| Miglior centrale       | Geraldine González    | Rep. Dominicana |
| Miglior centrale       | Brionne Butler        | Stati Uniti     |
| Miglior libero         | Jeshimarie Suarez     | Porto Rico      |